# Otto Haubner
Otto Franz Karl Haubner (* 14. August 1925 in Linz; † 29. Oktober 1999 in Ried im Innkreis) war ein österreichischer Pädagoge Schriftsteller, Maler und Komponist.

## Werdegang
In seiner Geburtsstadt Linz besuchte er die Volks- und Realschule und schloss 1943 mit Matura ab und wurde kurz danach zum Kriegsdienst eingezogen. Diesen leistete er in Italien, Ungarn sowie bei den Kämpfen um Berlin und Wien. Eine Kriegsverletzung verhinderte eine Gefangenschaft.
Otto Haubner wurde schon früh im Spiel der Violine unterrichtet, besuchte im Jahr 1945 den ersten Abiturientenjahrgang der staatlichen Lehrerbildungsanstalt in Linz und arbeitete danach als Volks- und Hauptschullehrer. Er lernte erst Klavier und, als Privatschüler des Passauer Domorganisten W. Schusterund, Orgel. Ab 1958 studierte er am Brucknerkonservatorium in Linz (Orgel bei Hans Winterberger und Paula v. Mack) und schloss 1961 positiv ab. Er legte 1962 die Staatsprüfung an der Akademie für Musik in Wien ab.
Zwischen 1971 und 1983 fungierte er als Direktor der Hauptschule Geinberg (Bezirk Ried). Im Jahr 1979 wurde ihm ein Anerkennungspreis der Dr. Ernst Koref Stiftung in Linz verliehen. Nebenbei war er Mitarbeiter der Rieder Rundschau und der Tageszeitung Oberösterreichische Nachrichten als Kritiker und Organisator künstlerischer Veranstaltungen.
Während der gesamten Zeit betätigte er sich künstlerisch in den Bereichen Bildende Kunst, wie Malerei und Zeichnung, Komposition von verschiedenen musikalischen Stücken (primär Orgel) und Geschriebenes wie Gedichte, Prosa und Romane.
Otto Haubner verstarb am 29. Oktober 1999 in Ried im Innkreis.

## Literat, Komponist, Musiker und Maler

### Musik
Seiner musikalischen Neigung kam er als Kirchen- und Konzertorganist nach und er gab Orgelkonzerte auf verschiedenen Orgeln. Er veröffentlichte zahlreiche Kompositionen insbesondere für Orgel und Chor. Erwähnenswert sind Konzerte auf der Passauer Domorgel, der Brucknerorgel im Stift St. Florian und der Orgel der Minoritenkirche (Linz). Bemerkenswert sind Rundfunkaufnahmen eines Konzerts in der Linzer Minoritenkirche sowie das Franz-Liszt-Gedächtniskonzert mit Werken des Komponisten (Variationen über „Weinen, Klagen, Sorgen, Zagen“, Praeludium und Fuge über Bach). Neben der Leitung von Kirchenchören bearbeitete er Lieder für Kinder- und Schulchöre.

### Bildende Kunst
Otto Haubner war Autodidakt in Zeichnung und Malerei. Eine große Anzahl an Werken in Öl, Acryl, Aquarell, und Tusche befinden sich in öffentlichem und privatem Besitz. Verschiedene Bücher wurden von Haubner illustriert. Ausstellungen wurden in Österreich (u. a. Wien, Linz, Schärding i.I., Baden bei Wien, Krems Innsbruck Salzburg) Deutschland (Bad Lahnstein) und Namibia (Windhoek) abgehalten. Die Freundschaft mit namhaften Künstlern wie etwa Johanna Dorn oder Giovanni Longo erweiterten sein künstlerisches Schaffen und die Bekanntheit im deutschsprachigen Raum. Auch die Fotografie nahm einen großen Teil des künstlerischen Schaffens ein.

## Veröffentlichte Werke
- Stille, einziges Wort. Calatra-Press Willem, Enzig-Lahnstein 1976, ISBN 3-88138-021-3.
- Kleines Lesebuch wider die Zeit. Calatra-Press Willem, Enzig-Lahnstein 1979, ISBN 3-88138-048-5.
- Rückläufige Stunden (mit einem Holzschnitt v. Herbert Fladerer und 5 Zeichnungen des Verfassers). OÖ Landesverlag, Ried im Innkreis 1974.
- Laufsteg der Tiere. Artina Verlag, ISBN 3-900473-16-1.
- Späte Stunde. Artina Verlag ISBN 3-900473-14-3.
- Mit dem Efeu. Artina Verlag, ISBN 3-900473-05-6.
- Die Nacht der Zehn. OÖ Landesverlag, Ried im Innkreis, ISBN 3-85214-290-3.
- Linzer Elegien. Hrsg.: Kulturamt Linz, Druck- u. Verlagsanstalt Gutenberg, 1982.
- Leben an der Mauer. OÖ Landesverlag, Ried im Innkreis 1977.
- Schwebungen. Artina Verlag, ISBN 3-900473-21-8.
- Die dunklen Häuser. Artina Verlag, ISBN 3-900473-00-5.

Der Oberösterreichische Landesverlag wurde später zum Artina Verlag. Die Bücher ohne ISBN wurden ohne diese ausgefolgt.